# Nagroda im. Icyka Mangera
Nagroda im. Icyka Mangera – izraelska nagroda literacka ustanowiona w 1968 roku, przyznawana za wkład w literaturę w jidysz.
Nagrodę ustanowiono 31 października 1968 roku podczas bankietu, w którym uczestniczyli m.in. premier Izraela Golda Meir i prezydent Zalman Szazar. Jej pierwszym laureatem został wtedy Icyk Manger. Wyróżnienie bywa określane jako najbardziej prestiżowa nagroda literatury jidysz.
Do laureatów nagrody należą Rywka Basman Ben-Chaim, Rafael Chwoles, Chaim Grade, Jehuda Elberg, Ruchl Fiszman, Rachela Korn, Kadia Mołodowska, Hirsz Oszerowicz, Chava Rosenfarb, Isaac Bashevis Singer, Abraham Suckewer, Chone Szmeruk, Malka Heifetz Tussman czy Rejzl Żychlińska.